# کمونیسم بدوی
کمونیسم بدوی (به انگلیسی: Primitive communism) روشی برای توصیف اقتصاد هدیه شکارچی-گردآورنده‌ها در طول تاریخ است، که منابع و اموال شکار جمع‌آوری‌شده با همه اعضای یک گروه مطابق با نیازها به اشتراک گذاشته می‌شود. در جامعه‌شناسی سیاسی و انسان‌شناسی، این مفهوم (اغلب به کارل مارکس و فردریش انگلس نسبت داده می‌شود) جوامع شکارچی-گردآورنده را بر پایه روابط اجتماعی برابری‌خواهانه و مالکیت مشترک توصیف می‌کند. الهام‌بخش اصلی مارکس و انگلس، توصیف‌های لوئیس مورگان از «کمونیسم در زندگی» بود که ایروکواهای آمریکای شمالی طبق آن زندگی می‌کردند. در مدل ساختارهای اقتصادی-اجتماعی مارکس، جوامع کمونیسم بدوی هیچ ساختار طبقاتی اجتماعی سلسله‌مراتبی یا انباشت سرمایه نداشتند.
مدل اروپایی کمونیسم بدوی که بیش از حد قوم‌مدارانه است، توسط مردم‌شناسان مورد انتقاد قرار گرفته است و در عین حال جوامع غیراروپایی را رمانتیک می‌داند. انسان‌شناسانی مانند مارگارت مید استدلال می‌کنند که مالکیت خصوصی در جوامع شکارچی-گردآورنده و سایر «جوامع بدوی» وجود دارد و نمونه‌هایی را ارائه می‌دهند که مارکس و نظریه‌پردازان بعدی آن را به‌عنوان مالکیت شخصی، نه مالکیت خصوصی، معرفی می‌کنند.

## توسعه ایده
ایده اصلی کمونیسم بدوی ریشه در ایده وحشی نیک در آثار ژان ژاک روسو و آثار اولیه انسان‌شناسی مورگان و الی پارکر دارد. انگلس اولین کسی بود که با انتشار کتاب منشأ خانواده، مالکیت خصوصی و دولت در سال ۱۸۸۴ درباره کمونیسم بدوی به تفصیل نوشت. انگلس جوامع کمونیستی بدوی را به دو مرحله طبقه‌بندی کرد: مرحله «وحشی» (شکارچی-گردآورنده) که فاقد روبنای دائمی بود و روابط نزدیک با جهان طبیعی داشت، و مرحله «بربر» که روبنائی مانند جمعیت ژرمن‌های باستانی، فراتر از مرزهای امپراتوری روم و مردم آمریکای شمالی توسط هم‌زمان‌سازی بومیان داشت.
مارکس و انگلس این اصطلاح را گسترده‌تر از مارکسیست‌های دیگر به‌کار بردند و آن را نه تنها در مورد شکارچیان، بلکه در مورد برخی از جوامعی که به کشاورزی معیشتی مشغول بودند نیز به کار بردند. همچنین هیچ توافقی بین محققان بعدی، از جمله مارکسیست‌ها، در مورد گستره تاریخی یا طول عمر کمونیسم بدوی وجود ندارد. مارکس و انگلس همچنین خاطرنشان کردند که چگونه انباشت سرمایه‌داری خود را به سازمان‌های اجتماعی کمونیسم بدوی چسباند. برای مثال، در مکاتبات خصوصی در همان سالی که منشأ خانواده منتشر شد، انگلس به استعمار اروپایی حمله کرد و رژیم هلندی در جاوه را مثال زد که مستقیماً تولیدات کشاورزی را «بر اساس جوامع روستایی کمونیستی بدوی» سازماندهی می‌کرد و از آن سود می‌برد. او افزود که مواردی مانند هند شرقی هلند، هند بریتانیا و امپراتوری روسیه نشان دادند که «چگونه امروزه کمونیسم بدوی... بهترین و گسترده‌ترین مبنای استثمار را بازآرایی می‌کند».
آنارشیست‌هایی مانند پیتر کروپوتکین و الیزه رکلو، معتقد بودند که جوامعی که نمونه‌ای از کمونیسم بدوی بودند، مثال‌هایی از جامعه آنارشیستی قبل از صنعتی شدن نیز بوده‌اند. نمونه‌ای از این کار انسان‌شناسی کروپوتکین در مورد آنارشیسم و اقتصادهای هدیه، کمک متقابل: یک عامل تکامل است که از مطالعه مردم سان در جنوب آفریقا برای پایان‌نامه خود استفاده می‌کند.
تا قرن ۲۰ و ۲۱ که ارنست مندل، رزا لوکزامبورگ،، ماریا گیمبوتاس و دیگران تزهایی را در تحقیقات کمونیسم بدوی در میان دانشمندان مارکسیست، فراتر از مطالعه انگلس مطرح کردند و گسترش دادند، توسعه کمی در این خصوص وجود داشت. برخی از محققان غیرمارکسیست پیش از تاریخ و تاریخ اولیه، این اصطلاح را جدی نگرفتند، اگرچه گه‌گاه با آن درگیر می‌شدند و کنار گذاشته می‌شد. اصطلاح کمونیسم بدوی برای اولین بار در اواخر قرن نوزدهم با اشاره به کمونیسم بدوی موجود در کرت باستان ظاهر شد. تا قرن بیستم با کارهایی مانند مردم‌نگار دیمیتری کنستانتینوویچ زلنین، که به جوامع غیرشکارچی-گردآورنده درون اتحاد جماهیر شوروی نگاه می‌کرد تا بقایای کمونیسم بدوی در جوامعشان را شناسایی کند، تا قرن بیستم تحقیق عمیقی صورت نگرفت.
از قرن بیستم به بعد، جامعه‌شناسان و باستان‌شناسان به کاربرد اصطلاح کمونیسم بدوی در جوامع شکارچی-گردآورنده دوران پارینه‌سنگی تا جوامع جامعه زراعی دوره مس‌سنگی، از جمله جوامع دیرینه-آمریکایی از دوره لیئوآمریکایی قدیم تا دوران لیسیایی توجه کرده‌اند. باستان‌شناسان شوروی تحت تأثیر آثار مورگان و انگلس، فرهنگ‌های مختلف پارینه‌سنگی را که پیکرک‌های ونوس را خلق کردند، که بسیاری از آنها در دهه های ۱۹۲۰ و ۱۹۳۰ در اتحاد جماهیر شوروی یافت شدند، به‌عنوان شاهدی بر کمونیستی بودن جوامع اولیه و ماهیت مادرسالاری تفسیر کردند. روان‌کاو ویلهلم رایش در سال ۱۹۳۱ وجود یک کمونیسم اولیه را از اطلاعات موجود در آثار برونیسلاف مالینوفسکی نتیجه گرفت. البته مالینوفسکی و فیلسوف اریک فروم این نتیجه‌گیری را قانع‌کننده نمی‌دانستند. ارنست بورنمن در اثر خود پدرسالاری (۱۹۷۵) از ایده‌های رایش حمایت کرد.

## جوامع کمونیستی بدوی
در یک جامعه کمونیستی بدوی، نیروهای مولد متشکل از همه افراد توانا بودند که درگیر به‌دست آوردن غذا و منابع از زمین بودند، و همه در شکار و جمع‌آوری سهیم بودند. هیچ مالکیت خصوصی‌ای وجود نداشت که از دارایی شخصی مانند اجناس، لباس و وسایل شخصی مشابه متمایز شود، زیرا جامعه بدوی هیچ چیز مازادی تولید نمی‌کرد. آنچه تولید می‌شد به سرعت مصرف می‌شد و به این دلیل بود که تقسیم کار وجود نداشت، از این رو مردم مجبور بودند با هم کار کنند. معدود چیزهایی که وجود داشتند - ابزار تولید ( ابزار و زمین)، مسکن - به‌صورت اشتراکی استفاده می‌شدند. از نظر انگلس، در ارتباط با محل سکونت مادرزادی و تبار مادری، کار باروری مشترک بود. فقدان دولت نیز وجود داشت.
اهلی شدن حیوانات و گیاهان پس از انقلاب نوسنگی از طریق گله‌داری و کشاورزی و متعاقب آن انقلاب شهری به‌عنوان نقطه عطفی از کمونیسم بدوی به جامعه طبقاتی تلقی می‌شد، زیرا این گذار با ظهور مالکیت خصوصی و برده‌داری با نابرابری‌ای که به‌دنبال داشت، همراه شد، علاوه بر این، بخش‌هایی از جمعیت شروع به تخصص در فعالیت‌های مختلف از جمله تولید، فرهنگ، فلسفه و علم کردند که تا حدی به قشربندی اجتماعی و توسعه طبقات اجتماعی منجر شد.
جوامع برابری‌طلب و کمونیست مانند شکارچی-گردآورنده توسط بسیاری از انسان‌شناسان اجتماعی معروف از جمله جیمز وودبرن، ریچارد بورشای لی، آلن بارنارد و جروم لوئیس مورد مطالعه و توصیف قرار گرفته‌اند. انسان‌شناسانی مانند کریستوفر بوهم، کریس نایت و لوئیس گزارش‌های نظری ارائه می‌کنند تا توضیح دهند که چگونه ترتیبات اجتماعی کمونیستی و برابری‌طلبانه ممکن است در گذشته ماقبل تاریخ ظهور کرده باشد. علی‌رغم تفاوت‌هایی که وجود دارد، این انسان‌شناسان و دیگر انسان‌شناسان از انگلس پیروی می‌کنند و استدلال می‌کنند که تغییر تکاملی - مقاومت در برابر سلطه جنسی و سیاسی به سبک نخستی‌ها - در نهایت در یک گذار انقلابی به اوج خود رسید. لی از تعصب دیرینه جریان اصلی و فرهنگ غالب علیه ایده کمونیسم بدوی انتقاد می‌کند: «ایدئولوژی بورژوایی [که] ما را وادار می‌کند باور کنیم که کمونیسم بدوی وجود ندارد، در آگاهی عمومی آن را با رمانتیسیسم، اگزوتیسم آغشته کرده است.»
مقاله‌ها استدلال کرده‌اند که تصویر شکارچی-گردآورنده‌ها با خصوصیات برابری‌طلب گمراه‌کننده است. طبق یک مقاله منتشر شده در انسان‌شناسی کنونی، درحالی‌که سطوح نابرابری پایین بود، اما همچنان وجود داشت، با میانگین گروه شکارچی-گردآورنده ضریب جینی ۰٬۲۵ (برای مقایسه، این مورد توسط کشور دانمارک در سال ۲۰۰۷ به‌دست آمد). بوده است. این استدلال تا حدی مورد تأیید آلن تستارت و دیگران است که گفته اند جامعه بدون مالکیت عاری از مشکلات استثمار، سلطه یا جنگ نیست. اما مارکس و انگلس استدلال نکردند که کمونیسم برابری را به ارمغان آورد، زیرا به گفته آن‌ها برابری مفهومی بدون ارتباط در واقعیت فیزیکی است. تستارت از مشاهدات انگلس حمایت می‌کند که جوامع بدون مازاد از نظر اقتصادی برابری‌طلب هستند و برعکس جوامعی که مازاد دارند نابرابر هستند.
آرنولد پترسن از وجود کمونیسم بدوی برای استدلال علیه این ایده که کمونیسم بر خلاف طبیعت انسان است استفاده کرده است. حکمت کیویل‌جیملی در تز تاریخ استدلال کرد که در جوامع پیشاسرمایه‌داری، پویایی اصلی تغییر تاریخی «مبارزه طبقاتی در جامعه نبود، بلکه کنش جمعی قوی» ارزش‌های برابری‌خواهانه و جمع‌گرایانه «جامعه سوسیالیستی بدوی» بود.